# NGC 1691
NGC 1691 је спирална галаксија у сазвежђу Орион која се налази на NGC листи објеката дубоког неба.
Деклинација објекта је + 3° 16' 4" а ректасцензија 4h 54m 38,3s. Привидна величина (магнитуда) објекта NGC 1691 износи 12,2 а фотографска магнитуда 13,1. NGC 1691 је још познат и под ознакама UGC 3201, MCG 1-13-9, MK 1088, CGCG 420-19, IRAS 04520+0311, PGC 16300.